# Blendecques
Blendecques [blɑ̃dɛk] (niederländisch: Blendeke) ist eine französische Stadt mit 4891 Einwohnern (Stand: 1. Januar 2022) im Département Pas-de-Calais der in der Region Hauts-de-France. Sie gehört zum Arrondissement Saint-Omer und zum Kanton Longuenesse. 

## Geographie
Die Stadt Blendecques liegt im Regionalen Naturpark Caps et Marais d’Opale am Fluss Aa, unmittelbar südöstlich der Stadt Saint-Omer. Umgeben wird Blendecques von den Nachbargemeinden Longuenesse im Nordwesten und Norden, Arques im Nordosten und Osten, Campagne-lès-Wardrecques im Osten, Heuringhem im Südosten, Helfaut im Südwesten sowie Wizernes im Westen.

## Geschichte
An der Aa gründeten 1186 die Zisterzienser die Abtei Sainte-Colombe, nachdem Ghislon d’Aire hier 1182 ein Kloster stiften wollte. 

### Bevölkerungsentwicklung
| Jahr                       | 1962 | 1968 | 1975 | 1982 | 1990 | 1999 | 2011 | 2022 |
| Einwohner                  | 3943 | 4431 | 5014 | 5538 | 5210 | 5186 | 5196 | 4891 |
| Quellen: Cassini und INSEE |      |      |      |      |      |      |      |      |

## Sehenswürdigkeiten
- Zisterzienserkloster Sainte-Colombe (teilweise nur noch Ruinen) aus dem 12. Jahrhundert mit der von 1858 bis 1870 neu errichteten neogotischen Kirche, seit 1982 Monument historique
- Kirche Saint-Gilles aus dem 19. Jahrhundert
- Kapelle von Soyecques
- Wassermühlen
- Château du Westhove
- Château de La Garenne
- Reste eines Kalkofens am Fluss

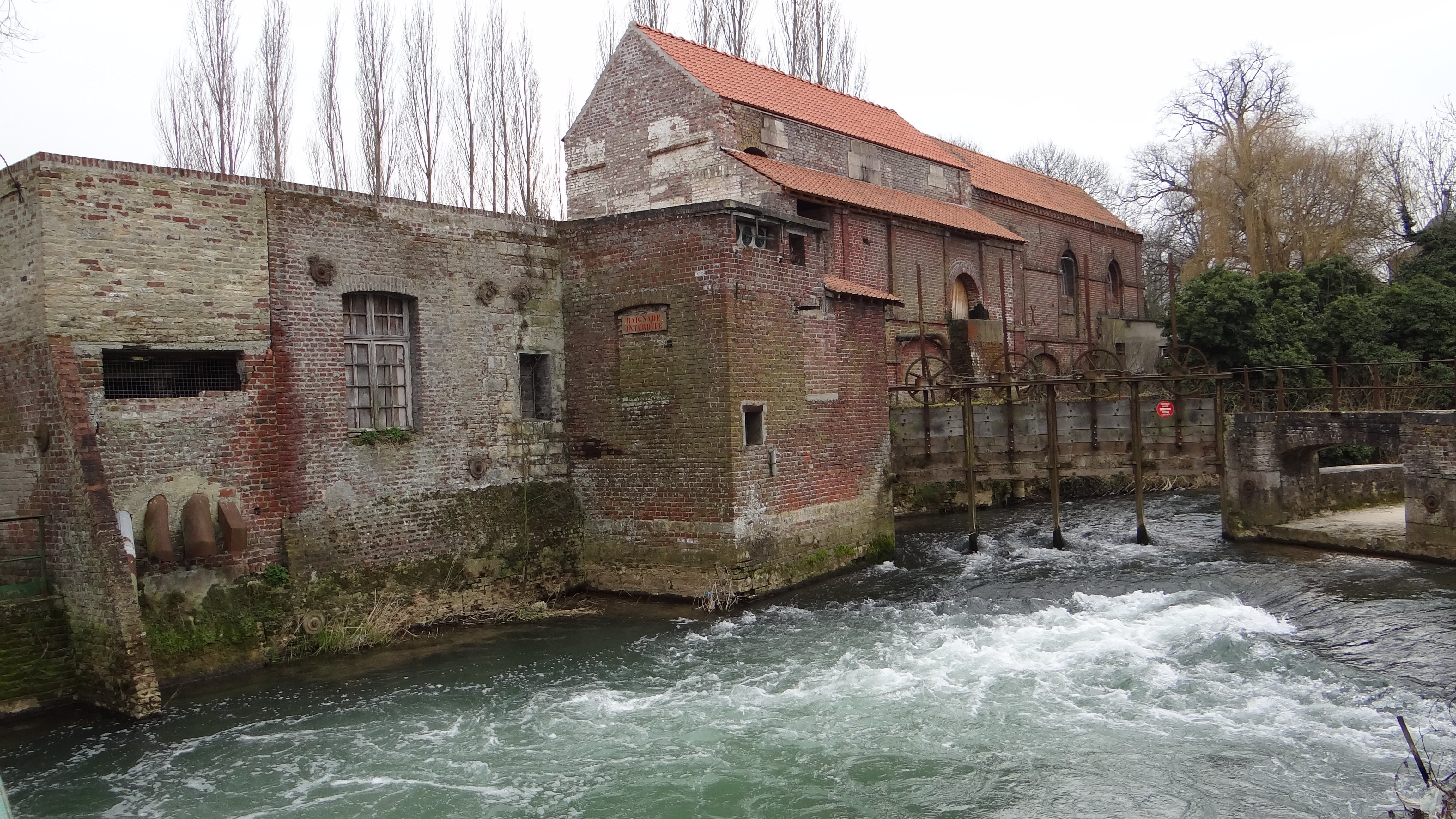
Wassermühle am Aa
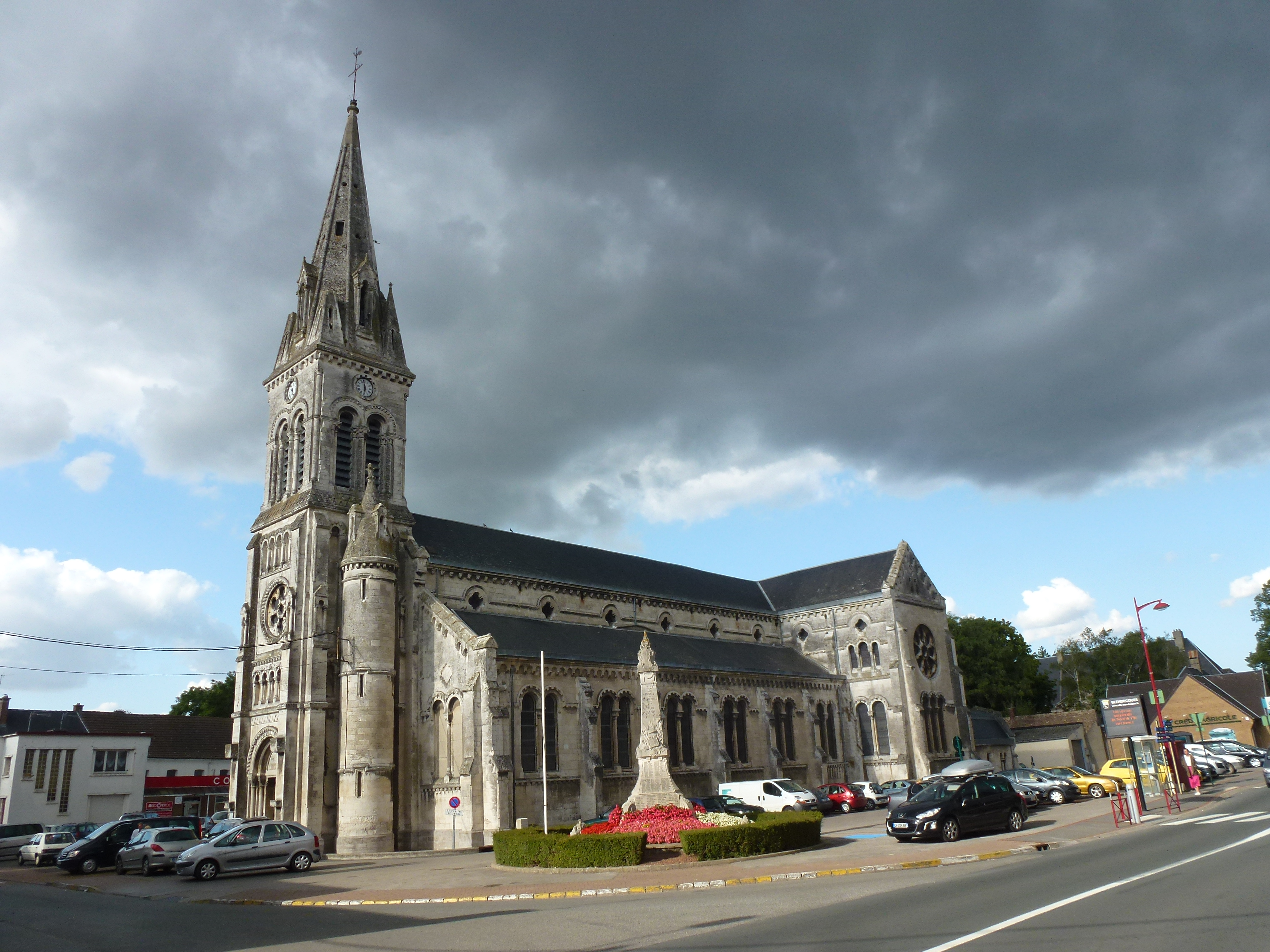
Kirche Sainte-Colombe
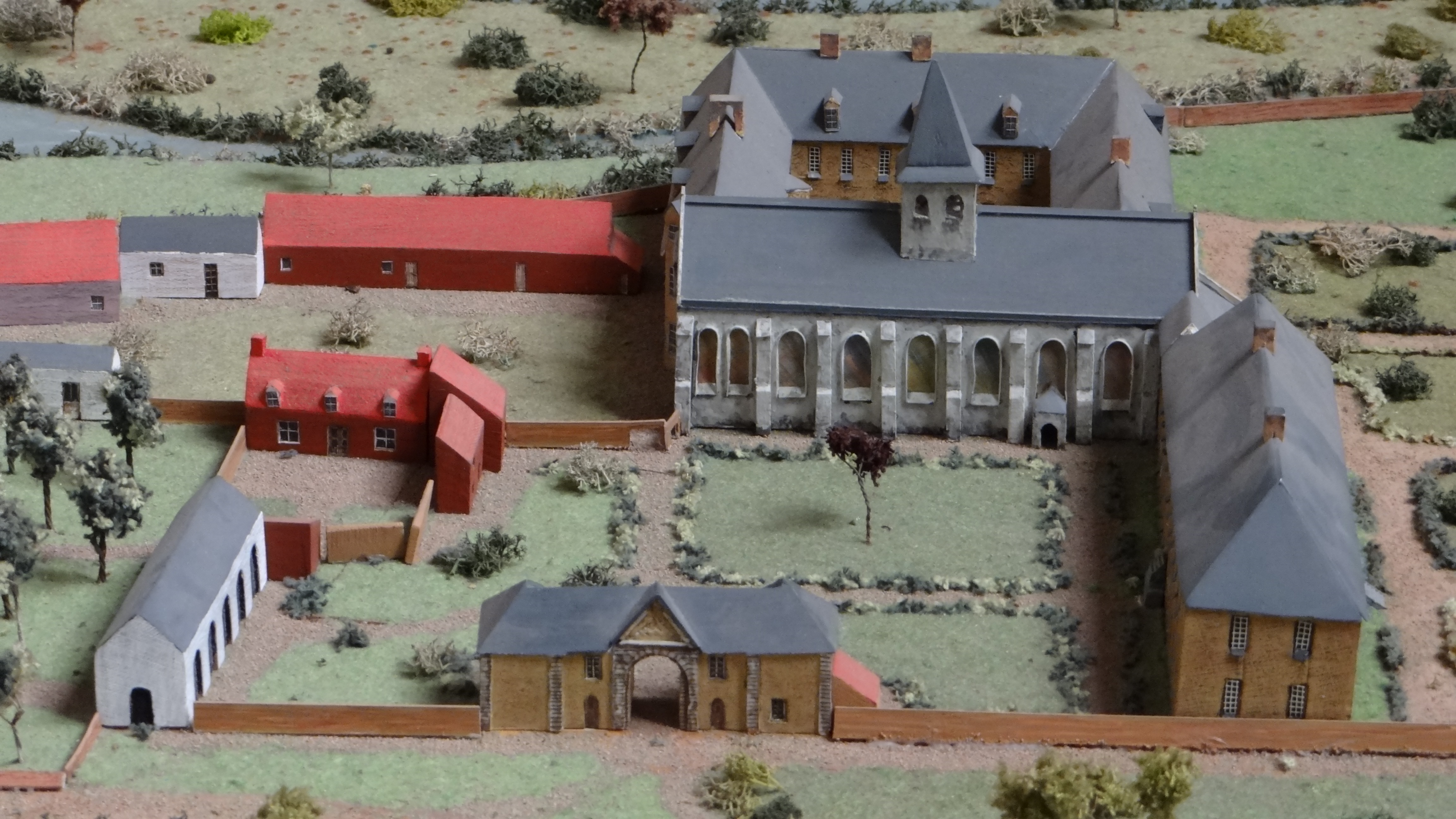
Modell der Zisterzienserabtei
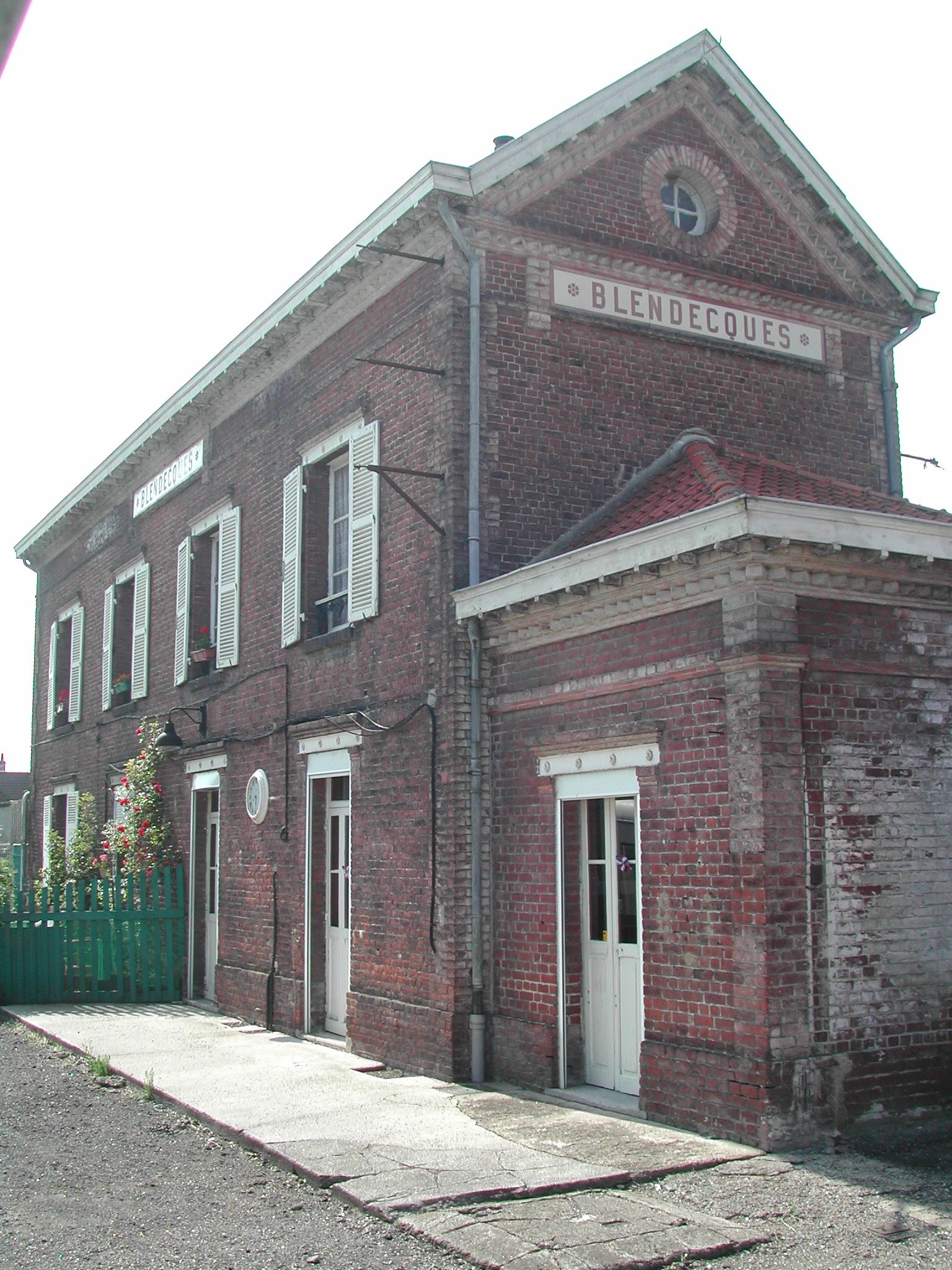
Ehemaliger Bahnhof

## Verkehr
Blendecques hat einen Bahnhof, der in den 1890er Jahren nachträglich an der seit 1874 betriebenen Bahnstrecke Saint-Omer–Hesdigneul eröffnet wurde. 1959 wurde er für den Personenverkehr geschlossen; er wird jedoch gelegentlich von Museumszügen des Vereins Chemin de fer touristique de la vallée de l’Aa (CFTVA) angefahren, der das Empfangsgebäude zu musealen Zwecken nutzt.

## Persönlichkeiten
- Alfred Machin (1877–1929), Filmregisseur
- Hugo Vandermersch (* 1999), Fußballspieler